# Lacul Hârtop I
Lacul Hârtop I (monument al naturii), denumit și Gemenul de sus, este o arie protejată de interes național ce corespunde categoriei a III-a IUCN (rezervație naturală de tip mixt), situată în județul Argeș, pe teritoriul administrativ al comunei Rucăr.

## Descriere
Rezervația naturală declarată prin Legea Nr.5 din 6 martie 2000, se află în partea sudică a  Munților Făgăraș, la o altitudine de 2.230 m, în bazinul râului Doamnei și are o suprafață de 0,30 hectare.
Aria naturală reprezintă un lac de origine glaciară, cu maluri formate din bucăți de stâncă și grohotiș, mai puțin cel nord-vestic, în a cărui parte s-a format o mlaștină acoperită cu vegetație specifică. 